# Dècada del 760 aC
La dècada del 7620 aC comprèn el període que va des de l'1 de gener del 769 aC fins al 31 de desembre del 760 aC.

## Esdeveniments
- 757 aC: 
  - Fundació de la ciutat de Cumes, a l’actual Campània, per grecs procedents de Calcídia.
- Un eclipsi de Sol de l'any 763 aC esdevé una fita clau per fixar la cronologia dels pobles antics per a la història.